# Leone (Samoa Amerykańskie)
Leone – wieś w Samoa Amerykańskim, w Dystrykcie Zachodnim, położone w zachodniej części wyspy Tutuila. Według danych na rok 2010 liczyła 1919 mieszkańców. Ośrodek turystyczny.